# ناحیه کارمن، شهرستان هندرسون، ایلینوی
ناحیه کارمن (به انگلیسی: Carman Township) یک منطقهٔ مسکونی در ایالات متحده آمریکا است که در شهرستان هندرسون، ایلینوی واقع شده‌است. ناحیه کارمن ۱۵۵ متر بالاتر از سطح دریا واقع شده‌است.